# Їжик Семен
Семен Їжик (прізвище також: Іжик; 19 березня 1913, Нижнє Висоцьке — 9 червня 1995, Вінніпег) — митрофорний протоієрей УГКЦ, діяч АБН, організатор українських радіо- та телепередач у Канаді, член канадського Пласту.

## Життєпис
Греко-католицький священик, служив у Галичині, був нацистською владою запроторений у тюрму, по тому в концентраційний табір.
І перебуваючи в таборі, займався священицькою роботою. Після війни організовував Лігу українських в'язнів німецьких тюрем і концентраційних таборів, в англійській окупаційній зоні така філія нараховувала 700 в'язнів.
Виїхав до Канади, у Вінніпегу видавав український католицький тижневик «Поступ» та дитячий журнал «Мій приятель».
4 серпня 1961 року відбувається нарада всіх представників українських організацій міста Вінніпег із нагоди 150-річчя з дня народження М. Шашкевича. На нараді створено два комітети для підготовки до святкування цієї події — Комітет відновлення пам'ятника М. Шашкевичу на чолі з В. Запісоцьким та Програмовий комітет на чолі з С. Їжиком.
Входив до редакційної колегії часопису «Літопис Бойківщини», де також працювали Л. Бурачинська, Квітослава М. Кушнір, Богдан Стебельський, Леся Шпиталь, Йосип Тереля, Л. Костелина, Галина Утриско, Василь Семчишин, I. Дибко-Филипчак.
Пластове псевдо «Китаєць».
Більше 25 років був душпастирем парохії в Парках біля Лакпорту (Манітоба). Входив до складу АБН.